# Audi A6 C7
Der Audi A6 C7 (interne Typbezeichnung 4G) ist ein Pkw-Modell der oberen Mittelklasse von Audi und wurde als vierte Generation des Audi A6 angeboten.
Auf dem 88. Genfer Auto-Salon im März 2018 präsentiert Audi mit dem A6 C8 das Nachfolgemodell der Limousine. Der A6 C8 Avant wurde im April 2018 vorgestellt.

## Modellgeschichte

### Allgemeines
Das Fahrzeug wurde am 1. Dezember 2010 offiziell vorgestellt, hatte seine formale Öffentlichkeitspremiere auf der NAIAS (North American International Auto Show) 2011 und kam am 1. April 2011 in den Handel.
Der Audi A6 C7 unterscheidet sich von seinem Vorgänger C6 durch die Umstellung der Plattform. Wie zuvor schon der Audi A4 B8, Audi A5 8T und der Audi A7 C7 basiert der C7 auf dem „modularen Längsbaukasten“ (MLB) von Audi. Durch den Platztausch von Kupplung und Differenzial rückt die Vorderachse etwa 12 cm nach vorne, was dem Fahrzeug einen längeren Radstand beschert und die prinzipbedingte Kopflastigkeit durch den längs vor der Vorderachse eingebauten Frontmotor und Vorderradantrieb lindert.
Zudem proklamiert Audi eine Gewichtsreduzierung von bis zu 70 kg durch Verwendung von Aluminium-Anbauteilen und Verwendung von hochfesten und höherfesten Stählen bei der Struktur. Audi stattet den A6 C7 mit einer serienmäßigen Start-Stopp-Automatik, Bremsenergierückgewinnung, einem aktiven Thermomanagement sowie überarbeiteten Motoren aus, was den Kraftstoffverbrauch um bis zu 19 Prozent senken soll. Zudem erbt der A6 das Audi MMI Infotainment-System des Audi A7, das mit ausfahrbarem Display und Schrifterkennung aufwartet.

### Produktion
Produziert wurde das Fahrzeug unter anderem in Neckarsulm. Speziell für den chinesischen Markt wird dagegen die Langversion Audi A6L im Werk der FAW-Volkswagen in Changchun hergestellt. CKD-Montagen des A6 finden in den Werken Aurangabad, Jakarta (Cakung) und Monterrey  statt.
Im Dezember 2010 kam die Limousine auf den Markt. Die Kombiversion Avant folgte im September 2011. Wie bei den vorigen zwei A6-Generationen wird auch hiervon wieder eine Variante mit Offroad-Optik namens A6 allroad quattro angeboten, die seit Anfang 2012 produziert wird. Zur selben Zeit begann auch die Fertigung einer Hybridvariante.

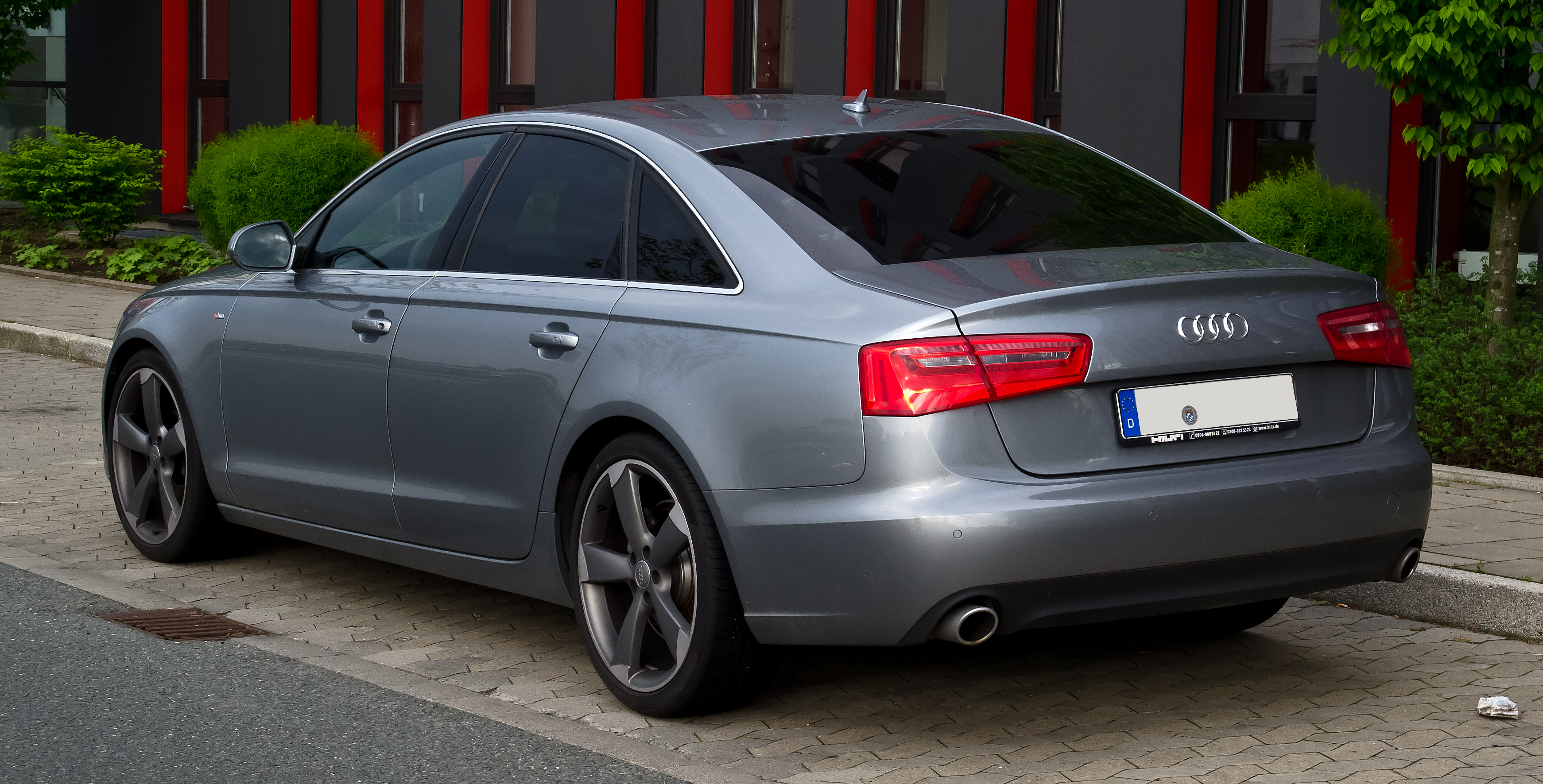
Heckansicht
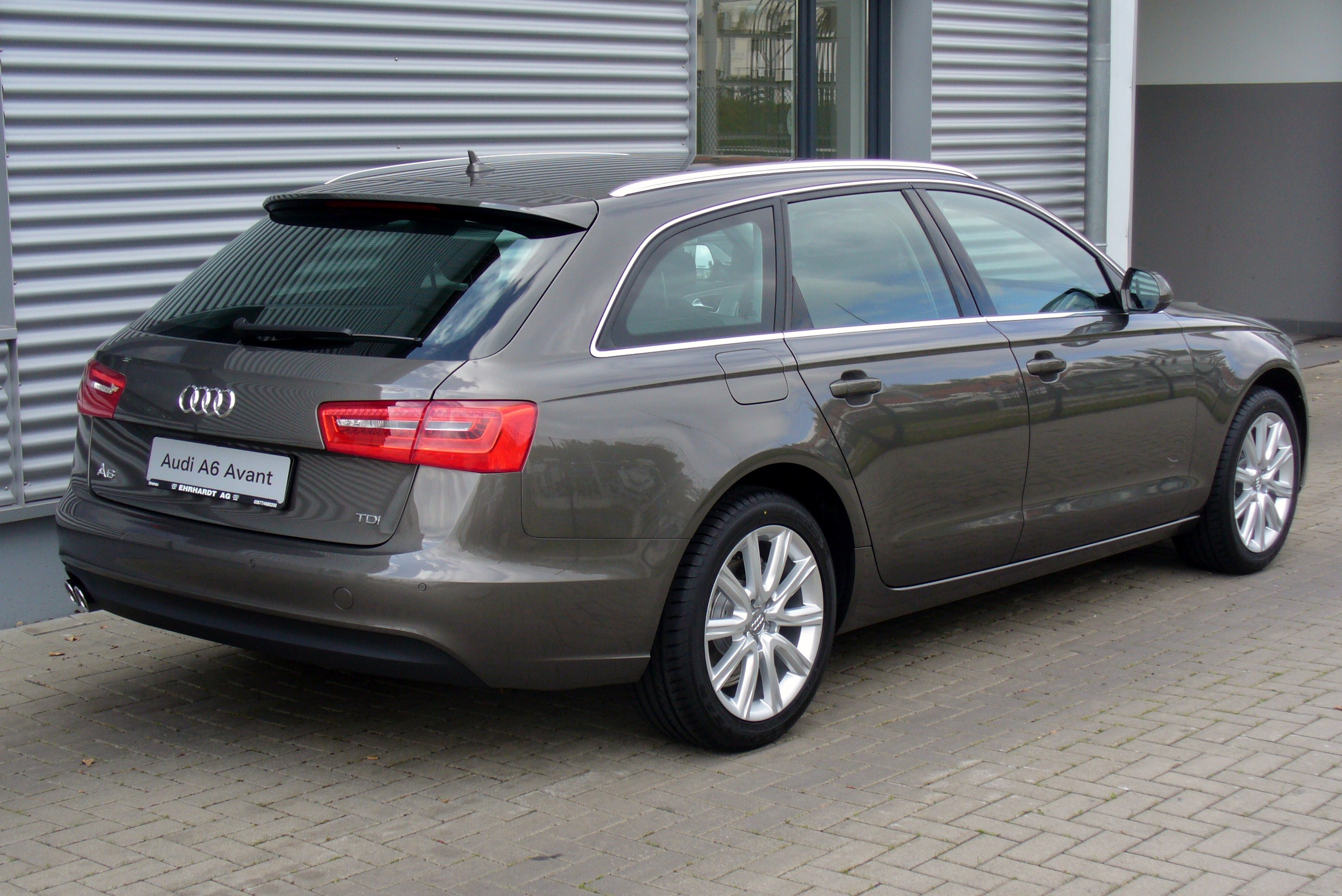
Audi A6 Avant (2011–2014)
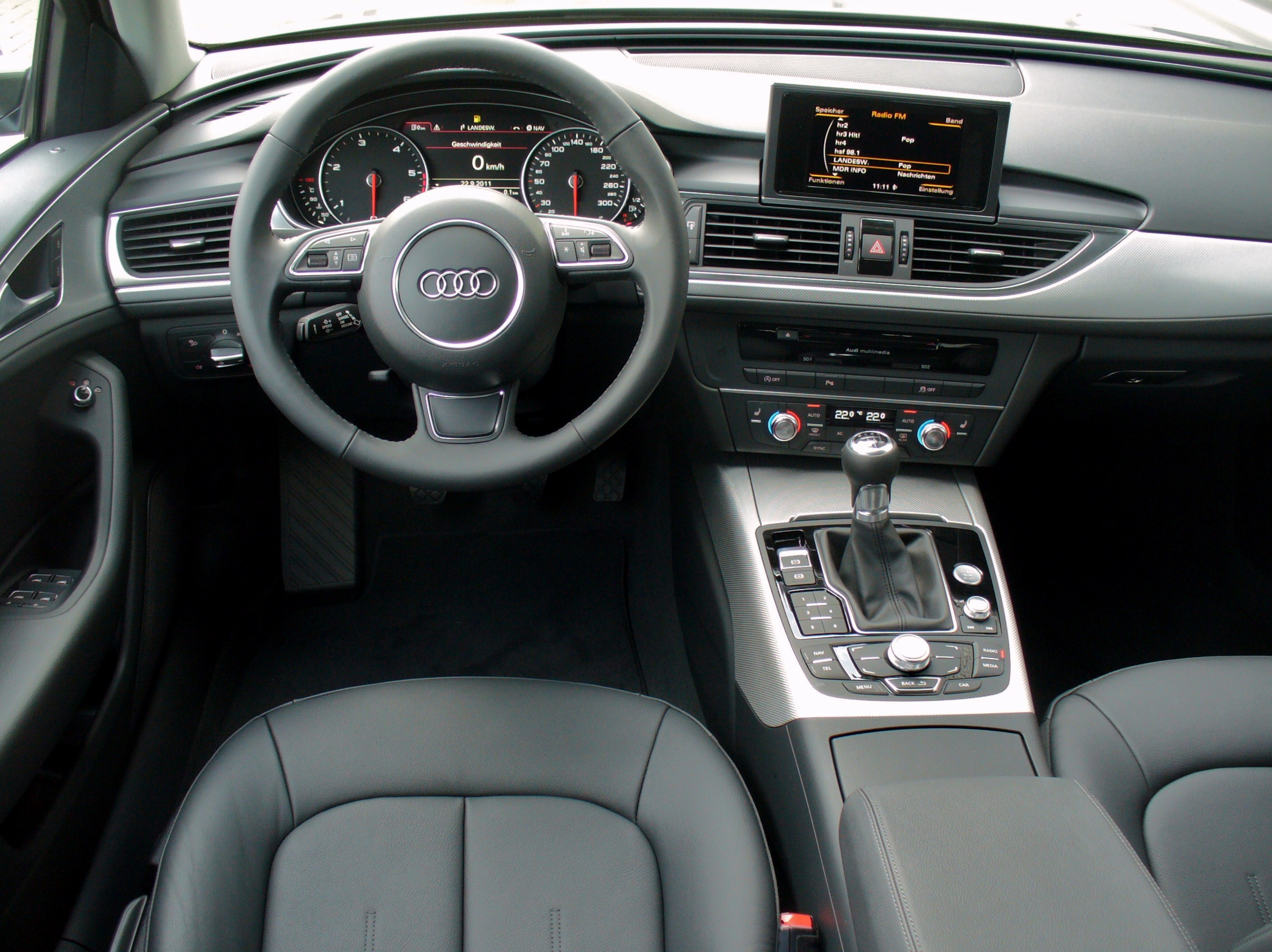
Interieur

### Modellpflege
Im Oktober 2014 wurde die A6-Reihe einem Facelift unterzogen.
Erkennbar ist dies an modifizierten Scheinwerfern (optional Matrix-LED-Scheinwerfer), geändertem Kühlergrill, anderen Stoßfängern und Schwellern sowie überarbeiteten Rückleuchten, Audi MMI mit Tegra-3-Prozessor und LTE-Internetzugang.
Technisch wurde zudem nahezu die gesamte Motorenpalette in Leistung und Kraftstoffverbrauch optimiert. Der 2.0 TFSI leistet nun 185 kW (252 PS) statt 132 kW (180 PS) und dessen Sechsgang-Schaltung wurde von der S tronic mit sieben Gängen abgelöst. Der 150 kW (204 PS) starke 2.8 FSI wurde ersatzlos eingestellt. Neu hingegen ist der Ottomotor 1.8 TFSI mit 140 kW (190 PS) und diverse Ausführungen des 3.0-TDI-Clean-Dieselmotors, dessen Leistungsstufen von 160 kW (218 PS) bis 240 kW (326 PS) reichen.

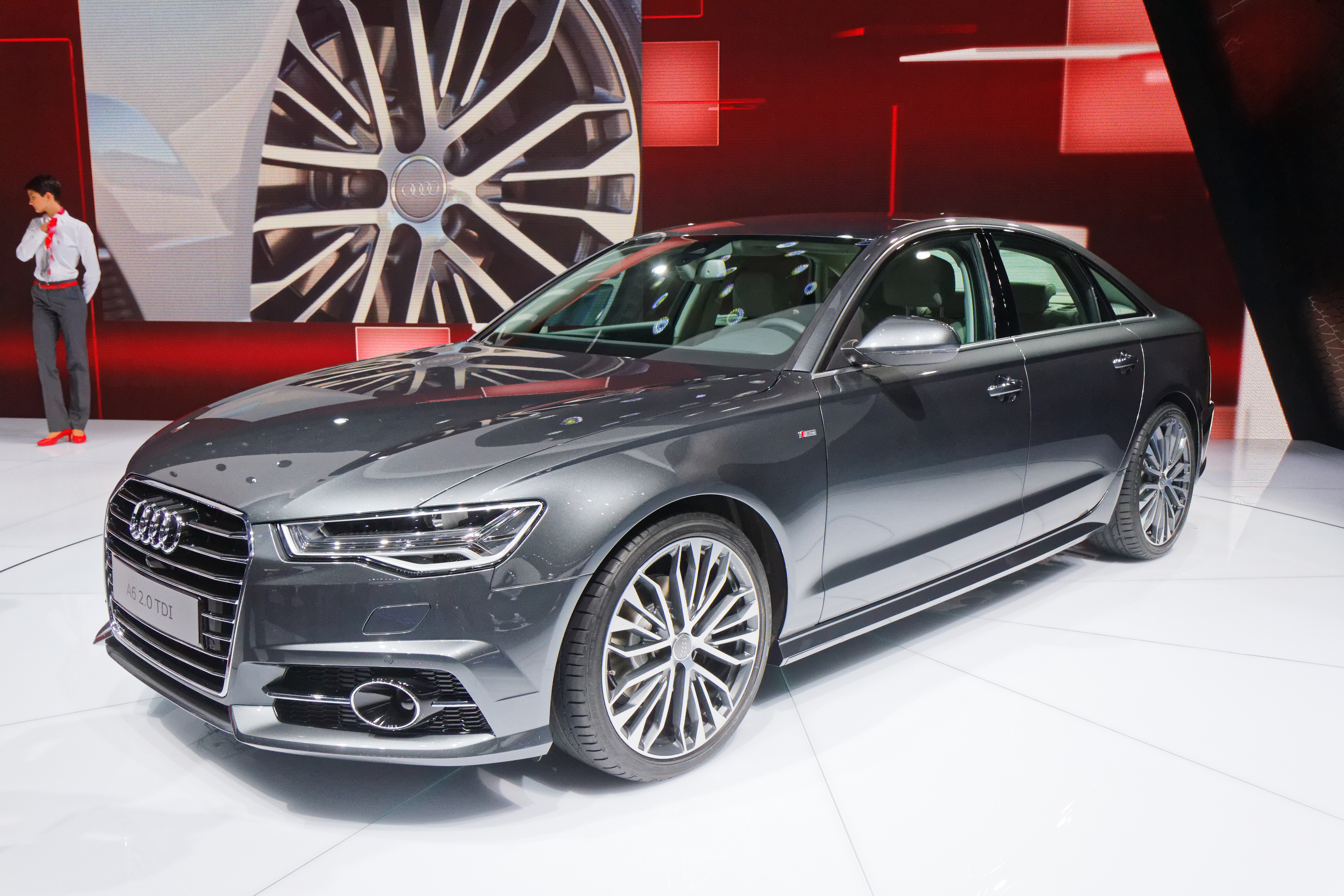
Audi A6 Limousine (2014–2018)
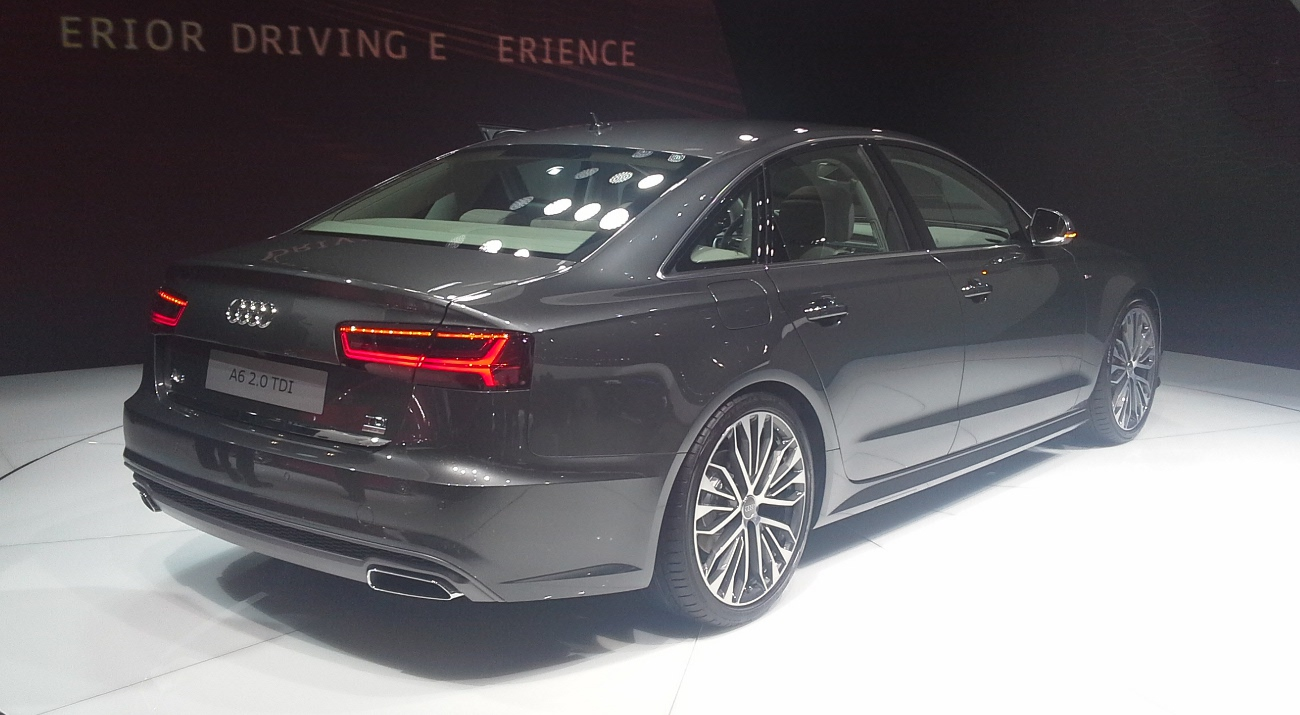
Heckansicht
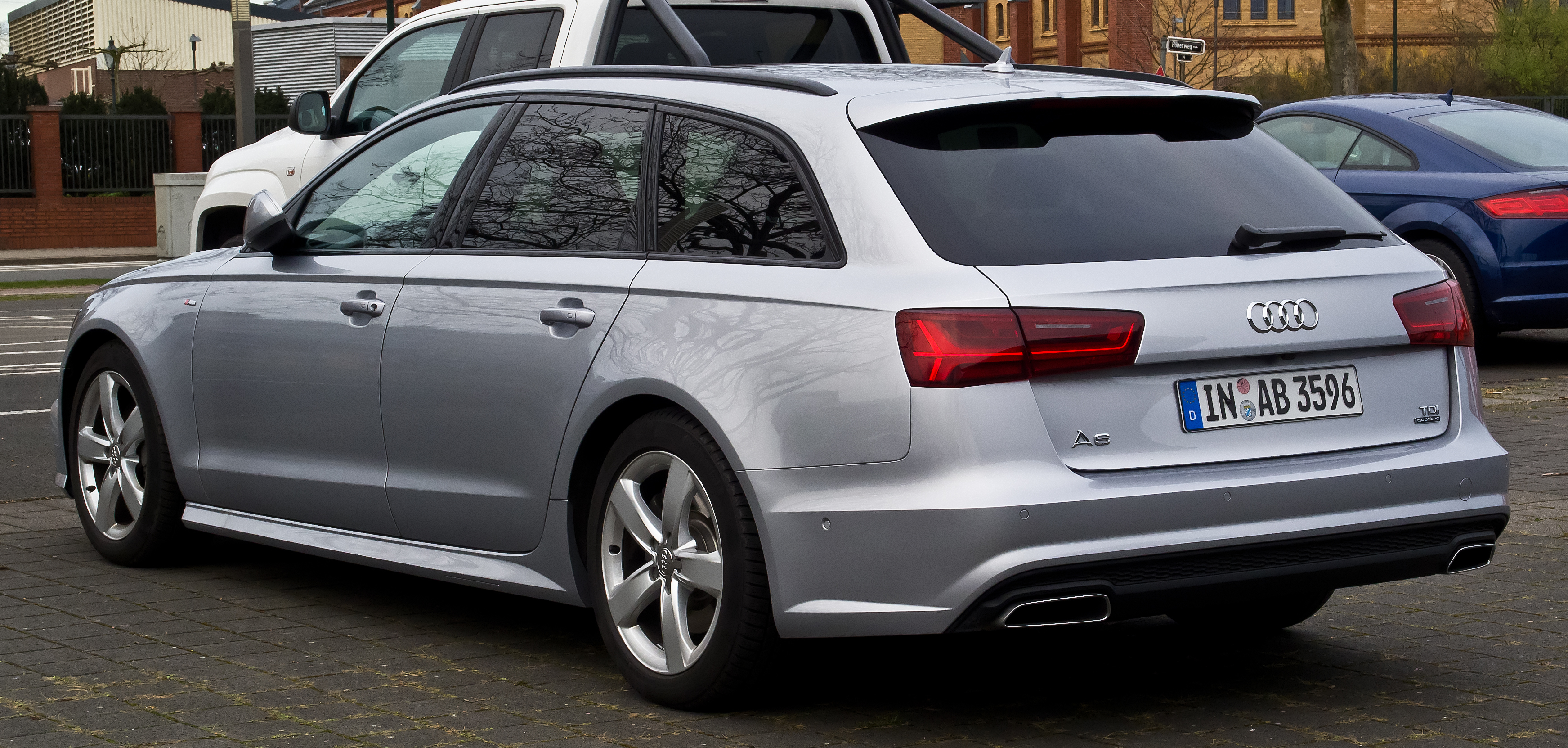
Audi A6 Avant (2014–2018)

### Abgasskandal
Im Zuge des seit September 2015 andauernden Abgasskandals der Automobilindustrie wurden in diversen Motorisierungen des Audi A6 C7 mit V6-Dieselmotor mehrere illegale Abschalteinrichtungen entdeckt, die die Abgasnachbehandlung im Straßenbetrieb reduzieren bzw. ganz abschalten. Hierzu zählen unter anderem eine spezielle schadstoffmindernde „Aufheizstrategie“, die nahezu nur auf dem Prüfstand aktiv ist, sowie eine Reduzierung der Abgasnachbehandlung bei sich leerendem Zusatztank der notwendigen Harnstofflösung AUS 32. Durch die Nichteinspritzung von Harnstoff funktioniert der SCR-Katalysator nicht oder extrem eingeschränkt, wodurch das Abgas Stickstoffdioxid ungehindert in hohen Konzentrationen austritt. Im Mai 2018 wurde aus diesen Gründen die Produktion des A6 gestoppt.

## Ausstattung

### Assistenzsysteme
Serienmäßige Systeme:
- Anfahrassistent
- Audi pre sense basic
- Geschwindigkeitsregelung mit Bremsfunktion
- Audi Drive Select

Verfügbare Systeme:
- Spurhalteassistent (Audi lane assist/active lane assist)
- Spurwechselassistent (Audi side assist)
- Abstandsregeltempomat (Adaptive cruise control)
- Head-up-Display
- Nachtsicht-Assistent mit Personenerkennung
- Luftfederung (Adaptive Air Suspension)
- Rückfahrkamera
- Umgebungskameras
- Einparkhilfe
- Kamerabasierte Tempolimitanzeige
- Dynamiklenkung

## Motorisierungen
Zum Einstieg in den Markt gab es den Audi A6 zunächst mit vier V6-Triebwerken und im Frühjahr folgte der überarbeitete 2.0-TDI-Basisdieselmotor mit einer maximalen Leistung von 130 kW (177 PS). Seit Dezember 2011 gab es ferner eine 3.0-TDI-Version mit einer maximalen Leistung von 230 kW (313 PS) und einem maximalen Drehmoment von 650 Nm.
Seit Anfang 2012 war eine Hybrid-Version verfügbar, die mit 6,2 l/100 km auskommen soll. Die Sportversionen S6 wurde auf der IAA 2011 vorgestellt, der RS6 folgte im Februar 2013.
In den USA wurde statt des 2.8 FSI ein 2.0 TFSI mit einer maximalen Leistung von 155 kW (211 PS) und einem maximalen Drehmoment von 350 Nm in Kombination mit dem stufenlosen Automatikgetriebe „Multitronic“ und Vorderradantrieb oder dem 8-Gang-Automatikgetriebe „tiptronic“ und Allradantrieb angeboten. Der 2.0 TFSI quattro tiptronic ist auch in Kanada erhältlich. Für die chinesische Langversion gab es außerdem noch einen 2,5-l-V6-Ottomotor mit einer maximalen Leistung von 140 kW (190 PS) in Verbindung mit dem stufenlosen Automatikgetriebe „Multitronic“.

### Ottomotoren
|                                            | 1.8 TFSI                   | 2.0 TFSI                   | 2.0 TFSI                   | 2.8 FSI                    | 3.0 TFSI                   | 3.0 TFSI                   | 3.0 TFSI                   | S6                         | S6                         | RS6 (2)                    | RS6 performance (2)        |
| ------------------------------------------ | -------------------------- | -------------------------- | -------------------------- | -------------------------- | -------------------------- | -------------------------- | -------------------------- | -------------------------- | -------------------------- | -------------------------- | -------------------------- |
| Bauzeitraum                                | 09/2014–05/2018            | 10/2011–09/2014            | 09/2014–05/2018            | 12/2010–09/2014            | 12/2010–04/2012            | 01/2012–09/2014            | 09/2014–07/2017            | 04/2012–09/2014            | 09/2014–05/2018            | 02/2013–04/2018            | 10/2015–04/2018            |
| Motorkennbuchstaben                        | CYGA                       | CDNB                       | CYNB, CYPA                 | CHVA                       | CGWB                       | CGWD, CGXB                 | CREC                       | CEUC                       | CTGE                       | CRDB                       | CWUC                       |
| Motorbaureihe                              | VW EA888                   | VW EA888                   | VW EA888                   |                            | VW EA837                   | VW EA837                   | VW EA837                   | VW EA824                   | VW EA824                   | VW EA824                   | VW EA824                   |
| Motortyp                                   | Reihenbauart               | Reihenbauart               | Reihenbauart               | V-Bauart                   | V-Bauart                   | V-Bauart                   | V-Bauart                   | V-Bauart                   | V-Bauart                   | V-Bauart                   | V-Bauart                   |
| Motoraufladung                             | Turbolader                 | Turbolader                 | Turbolader                 | —                          | Kompressor                 | Kompressor                 | Kompressor                 | Bi-Turbolader              | Bi-Turbolader              | Bi-Turbolader              | Bi-Turbolader              |
| Gemischaufbereitung                        | Direkteinspritzung         | Direkteinspritzung         | Direkteinspritzung         | Direkteinspritzung         | Direkteinspritzung         | Direkteinspritzung         | Direkteinspritzung         | Direkteinspritzung         | Direkteinspritzung         | Direkteinspritzung         | Direkteinspritzung         |
| Zylinder/Ventile                           | 4/16                       | 4/16                       | 4/16                       | 6/24                       | 6/24                       | 6/24                       | 6/24                       | 8/32                       | 8/32                       | 8/32                       | 8/32                       |
| Hubraum                                    | 1798 cm³                   | 1984 cm³                   | 1984 cm³                   | 2773 cm³                   | 2995 cm³                   | 2995 cm³                   | 2995 cm³                   | 3993 cm³                   | 3993 cm³                   | 3993 cm³                   | 3993 cm³                   |
| max. Leistung bei min−1                    | 140 kW (190 PS)/ 4200–6200 | 132 kW (180 PS)/ 4000–6000 | 185 kW (252 PS)/ 4900–5900 | 150 kW (204 PS)/ 5250–6250 | 220 kW (300 PS)/ 5250–6500 | 228 kW (310 PS)/ 5500–6500 | 245 kW (333 PS)/ 5300–6500 | 309 kW (420 PS)/ 5500–6400 | 331 kW (450 PS)/ 5800–6400 | 412 kW (560 PS)/ 5700–6600 | 445 kW (605 PS)/ 6100–6800 |
| max. Drehmoment bei min−1                  | 320 Nm/ 1400–4100          | 320 Nm/ 1500–3900          | 370 Nm/ 1600–4700          | 280 Nm/ 3000–5000          | 440 Nm/2900–4500           | 440 Nm/2900–4500           | 440 Nm/ 2900–5300          | 550 Nm/ 1400–5200          | 550 Nm/ 1400–5700          | 700 Nm/ 1750–5500          | 700(750) Nm/ 1750–6000     |
| Antriebsart, Serie                         | Vorderradantrieb           | Vorderradantrieb           | Vorderradantrieb           | Vorderradantrieb           | Allradantrieb              | Allradantrieb              | Allradantrieb              | Allradantrieb              | Allradantrieb              | Allradantrieb              | Allradantrieb              |
| Antriebsart, Option                        | —                          | —                          | Allradantrieb              | Allradantrieb              | —                          | —                          | —                          | —                          | —                          | —                          | —                          |
| Getriebeart, Serie                         | 6-Gang-Schaltgetriebe      | 6-Gang-Schaltgetriebe      | 7-Gang-S tronic            | 6-Gang-Schaltgetriebe      | 7-Gang-S tronic            | 7-Gang-S tronic            | 7-Gang-S tronic            | 7-Gang-S tronic            | 7-Gang-S tronic            | 8-Gang-tiptronic           | 8-Gang-tiptronic           |
| Getriebeart, Option                        | 7-Gang-S tronic            | multitronic                | —                          | multitronic (3)            | —                          | —                          | —                          | —                          | —                          | —                          | —                          |
| Leergewicht                                | 1610–1710 kg               | 1615–1705 kg               | 1670–1800 kg               | 1645–1805 kg               | 1815–1865 kg               | 1815–1930 kg               | 1825–1945 kg               | 1970–2025 kg               | 1970–2035 kg               | 2010–2025 kg               | 2025 kg                    |
| max. Zuladung                              | 580–630 kg                 | 580–630 kg                 | 580–630 kg                 | 580–630 kg                 | 610–630 kg                 | 610–650 kg                 | 610–635 kg                 | 610–630 kg                 | 610–630 kg                 | 540–630 kg                 | 630 kg                     |
| Beschleunigung, 0–100 km/h                 | 7,9–8,2 s                  | 8,1–8,6 s                  | 6,5–6,9 s                  | 7,7–8,3 s                  | 5,5–5,6 s                  | 5,5–5,9 s                  | 5,1–5,8 s                  | 4,6–4,9 s                  | 4,4–4,6 s                  | 3,9 s                      | 3,7 s                      |
| Höchst- geschwindigkeit                    | 225–233 km/h               | 218–232 km/h               | 250 km/h (4)               | 230–242 km/h               | 250 km/h (4) (5)           | 250 km/h (4) (5)           | 250 km/h (4) (5)           | 250 km/h (4) (5)           | 250 km/h (4) (5)           | 250 km/h (4) (5)           | 250 km/h (4) (5)           |
| Kraftstoffverbrauch auf 100 km, kombiniert | 5,7–6,2 l Super            | 6,4–6,6 l Super            | 5,9–6,9 l Super            | 7,4–8,0 l Super            | 8,2 l Super                | 8,2–8,9 l Super            | 7,4–8,0 l Super            | 9,6–9,7 l Super            | 9,2–9,4 l Super            | 9,6–9,8 l Super            | 9,6 l Super                |
| CO2-Emission                               | 133–144 g/km               | 149–154 g/km               | 137–157 g/km               | 172–187 g/km               | 190 g/km                   | 190–206 g/km               | 172–185 g/km               | 225–226 g/km               | 214–219 g/km               | 223–229 g/km               | 223 g/km                   |
| Abgasnorm                                  | Euro 6                     | Euro 5                     | Euro 6                     | Euro 5                     | Euro 5                     | Euro 5                     | Euro 6                     | Euro 5                     | Euro 6                     | Euro 6 (6)                 | Euro 6                     |

### Ottomotoren außerhalb Europas
|                                            | 2.0 TFSI (1)              | 2.0 TFSI (1)              | 2.5 FSI L (2)             | 2.8 FSI L (3)                 |
| ------------------------------------------ | ------------------------- | ------------------------- | ------------------------- | ----------------------------- |
| Bauzeitraum                                | 03/2011–06/2013           | 06/2013–05/2018           | 03/2011–05/2018           | 03/2011–05/2018               |
| Motortyp                                   | Reihenbauart              | Reihenbauart              | V-Bauart                  | V-Bauart                      |
| Motoraufladung                             | Turbolader                | Turbolader                | —                         | —                             |
| Gemischaufbereitung                        | Direkteinspritzung        | Direkteinspritzung        | Direkteinspritzung        | Direkteinspritzung            |
| Zylinder/Ventile                           | 4/16                      | 4/16                      | 6/24                      | 6/24                          |
| Hubraum                                    | 1984 cm³                  | 1984 cm³                  | 2498 cm³                  | 2773 cm³                      |
| max. Leistung bei min−1                    | 155 kW (211 PS)/4300–6000 | 162 kW (220 PS)/4450–6000 | 140 kW (190 PS)/5500–6500 | 162 kW (220 PS)/5750–6500 (4) |
| max. Drehmoment bei min−1                  | 350 Nm/1500–4200          | 350 Nm/1500–4300          | 250 Nm/3000–4750          | 280 Nm/3000–5000              |
| Antriebsart, serienmäßig                   | Vorderradantrieb          | Vorderradantrieb          | Vorderradantrieb          | Vorderradantrieb              |
| Antriebsart, optional                      | Allradantrieb             | Allradantrieb             | —                         | Allradantrieb                 |
| Getriebeart, serienmäßig                   | multitronic               | multitronic               | multitronic               | multitronic                   |
| Getriebeart, optional                      | 8-Gang-tiptronic          | 8-Gang-tiptronic          | —                         | 7-Gang-S tronic (5)           |
| Leergewicht                                | 1670–1765 kg              | 1690–1795 kg              | 1800 kg                   | 1765–1910 kg                  |
| maximale Zuladung                          | 625 kg                    | keine Angaben             | keine Angaben             | keine Angaben                 |
| Beschleunigung, 0–100 km/h                 | 6,7–7,5 s                 | 6,6–7,4 s                 | 9,5 s                     | 7,9–8,9 s                     |
| Höchstgeschwindigkeit                      | 209 km/h (6)              | 209 km/h (6)              | 226 km/h                  | 236 km/h                      |
| Kraftstoffverbrauch auf 100 km, kombiniert | 8,4–9,8 l Super           | 8,4–10,2 l Super          | 7,5 l Super               | 7,8–10,5 l Super              |
| CO2-Emission, kombiniert                   | 195–227 g/km              | 195–237 g/km              | 174 g/km                  | 183–244 g/km                  |

### Hybridmotor
Als Voll-Hybrid ist der Audi A6 hybrid in der Lage bis zu 100 km/h schnell und max. 3 km bei 60 km/h rein elektrisch zu fahren. Dies wird durch eine 1,3 kWh Lithium-Ionen-Batterie ermöglicht. Durch die im Kofferraum untergebrachten Akkus des Hybrid-Antriebs beträgt das Kofferraum-Volumen nur 320 Liter, das sind 100 Liter weniger zur normalen Limousine. Wird die Rücksitzlehne umgeklappt, so vergrößert sich der Kofferraum auf 670 Liter.
Für den chinesischen Markt bietet Audi den A6L 40 e-tron auch als Plug-In-Hybrid an. Er wird bei FAW-Volkswagen im Werk Changchun produziert. Seine 14,1 kWh Lithium-Ionen-Batterie bietet eine elektrische Reichweite von ca. 50 km.
Beide Versionen sind nur als Limousine erhältlich.
|                                            | hybrid                      | L 40 e-tron (1)             |
| ------------------------------------------ | --------------------------- | --------------------------- |
| Bauzeitraum                                | 01/2012–10/2014             | 2016–05/2018                |
| Motorkennbuchstaben                        | CHJA                        |                             |
| Motorart                                   | Ottomotor + Elektromotor    | Ottomotor + Elektromotor    |
| Motortyp                                   | Reihenbauart + Elektromotor | Reihenbauart + Elektromotor |
| Motoraufladung                             | Turbolader                  | Turbolader                  |
| Gemischaufbereitung                        | Direkteinspritzung          | Direkteinspritzung          |
| Zylinder/Ventile                           | 4/16                        | 4/16                        |
| Hubraum                                    | 1984 cm³                    | 1984 cm³                    |
| Systemleistung                             | 180 kW (245 PS)             | 180 kW (245 PS)             |
| Systemdrehmoment                           | 480 Nm                      | 500 Nm                      |
| Verbrennungsmotor Leistung                 | 155 kW (211 PS)/4300–6600   | 155 kW (211 PS)/4300–6600   |
| Verbrennungsmotor Drehmoment               | 350 Nm bei 1500–4200        | 350 Nm bei 1500–4200        |
| E-Motor Leistung, kurzzeitig               | 40 kW (54 PS)               | 91 kW (122 PS)              |
| E-Motor Drehmoment, kurzzeitig             | 210 Nm                      | 220 Nm                      |
| Antriebsart, Serie                         | Vorderradantrieb            | Vorderradantrieb            |
| Getriebeart, Serie                         | 8-stufige-tiptronic         | 8-stufige-tiptronic         |
| Leergewicht                                | 1845 kg                     | 2000 kg                     |
| max. Zuladung                              | 550 kg                      |                             |
| Beschleunigung, 0–100 km/h                 | 7,5 s                       | 8,4 s                       |
| Höchstgeschwindigkeit                      |                             |                             |
| …, hybridisch                              | 240 km/h                    | 210 km/h                    |
| …, elektrisch                              | 100 km/h                    | 135 km/h                    |
| Kraftstoffverbrauch auf 100 km, kombiniert | 6,2 l Super                 | 2,3 l Super                 |
| elektrische Reichweite                     | 3 km (2)                    | 50 km                       |
| CO2-Emission                               | 145 g/km                    |                             |
| Abgasnorm                                  | Euro 5                      |                             |

### Dieselmotoren
|                                            | 2.0 TDI                  | 2.0 TDI ultra              | 2.0 TDI                  | 2.0 TDI                    | 3.0 TDI (1)                | 3.0 TDI                    | 3.0 TDI                    | 3.0 TDI                    | 3.0 TDI                    | 3.0 TDI                    | 3.0 TDI                    | 3.0 TDI                    | 3.0 TDI competition            |
| ------------------------------------------ | ------------------------ | -------------------------- | ------------------------ | -------------------------- | -------------------------- | -------------------------- | -------------------------- | -------------------------- | -------------------------- | -------------------------- | -------------------------- | -------------------------- | ------------------------------ |
| Bestellzeitraum                            | 11/2011– 09/2014         | 09/2014–05/2018            | 01/2011– 02/2014         | 02/2014–05/2018            | 10/2015–05/2018            | 12/2010– 09/2014           | 09/2014–07/2017            | 09/2014–07/2017            | 12/2010– 09/2014           | 09/2014–05/2018            | 12/2011– 09/2014           | 09/2014–05/2018            | 09/2014–05/2018                |
| Motorkennbuchstaben                        | CSUE, CGLE               | CSUD                       | CMGB, CGLC               | CNHA, DDDA                 | CZVF                       | CLAA, CLAB                 | CZVA, CZVB                 | CRTE                       | CDUC, CDUD                 | CRTD                       | CGQB                       | CVUA                       | CVUB                           |
| Motorbaureihe                              | VW EA189                 | VW EA288                   | VW EA189                 | VW EA288                   | VW EA897 evo               | VW EA896G2                 | VW EA897 evo               | VW EA897 evo               | VW EA896G2                 | VW EA897 evo               | VW EA896G2                 | VW EA896G2                 | VW EA896G2                     |
| Motortyp                                   | Reihenbauart             | Reihenbauart               | Reihenbauart             | Reihenbauart               | V-Bauart                   | V-Bauart                   | V-Bauart                   | V-Bauart                   | V-Bauart                   | V-Bauart                   | V-Bauart                   | V-Bauart                   | V-Bauart                       |
| Motoraufladung                             | Turbolader               | Turbolader                 | Turbolader               | Turbolader                 | Turbolader                 | Turbolader                 | Turbolader                 | Turbolader                 | Turbolader                 | Turbolader                 | Bi-Turbolader              | Bi-Turbolader              | Bi-Turbolader                  |
| Gemischaufbereitung                        | Common-Rail-Einspritzung | Common-Rail-Einspritzung   | Common-Rail-Einspritzung | Common-Rail-Einspritzung   | Common-Rail-Einspritzung   | Common-Rail-Einspritzung   | Common-Rail-Einspritzung   | Common-Rail-Einspritzung   | Common-Rail-Einspritzung   | Common-Rail-Einspritzung   | Common-Rail-Einspritzung   | Common-Rail-Einspritzung   | Common-Rail-Einspritzung       |
| Zylinder/Ventile                           | 4/16                     | 4/16                       | 4/16                     | 4/16                       | 6/24                       | 6/24                       | 6/24                       | 6/24                       | 6/24                       | 6/24                       | 6/24                       | 6/24                       | 6/24                           |
| Hubraum                                    | 1968 cm³                 | 1968 cm³                   | 1968 cm³                 | 1968 cm³                   | 2967 cm³                   | 2967 cm³                   | 2967 cm³                   | 2967 cm³                   | 2967 cm³                   | 2967 cm³                   | 2967 cm³                   | 2967 cm³                   | 2967 cm³                       |
| max. Leistung bei min−1                    | 100 kW (136 PS)/ 4200    | 110 kW (150 PS)/ 3000–4200 | 130 kW (177 PS)/ 4200    | 140 kW (190 PS)/ 3800–4200 | 140 kW (190 PS)/ 2750–5000 | 150 kW (204 PS)/ 3750–4500 | 160 kW (218 PS)/ 4000–4750 | 160 kW (218 PS)/ 3250–4500 | 180 kW (245 PS)/ 4000–4500 | 200 kW (272 PS)/ 3500–4250 | 230 kW (313 PS)/ 3900–4500 | 235 kW (320 PS)/ 3900–4600 | 240 kW (326 PS)/ 4000–4500 (2) |
| max. Drehmoment bei min−1                  | 350 Nm/ 1750–2500        | 350 Nm/ 1500–3000          | 380 Nm/ 1750–2500        | 400 Nm/ 1750–3000          | 500 Nm/ 1250–2500          | 400 Nm/ 1250–3500 (3)      | 400 Nm/ 1250–3750          | 500 Nm/ 1250–3000          | 580 Nm/ 1750–2500 (4)      | 580 Nm/ 1250–3250 (8)      | 650 Nm/ 1450–2800          | 650 Nm/1400–2800           | 650 Nm/1400–2800               |
| Antriebsart, Serie                         | Vorderradantrieb         | Vorderradantrieb           | Vorderradantrieb         | Vorderradantrieb           | Allradantrieb              | Vorderradantrieb           | Vorderradantrieb           | Allradantrieb              | Allradantrieb              | Allradantrieb              | Allradantrieb              | Allradantrieb              | Allradantrieb                  |
| Antriebsart, Option                        | —                        | —                          | —                        | Allradantrieb              | —                          | Allradantrieb              | —                          | —                          | —                          | —                          | —                          | —                          | —                              |
| Getriebeart, Serie                         | 6-Gang-Schaltgetriebe    | 6-Gang-Schaltgetriebe      | 6-Gang-Schaltgetriebe    | 6-Gang-Schaltgetriebe      | 7-Gang-S tronic            | 6-Gang-Schaltgetriebe      | 7-Gang-S tronic            | 7-Gang-S tronic            | 7-Gang-S tronic            | 7-Gang-S tronic            | 8-Gang-tiptronic           | 8-Gang-tiptronic           | 8-Gang-tiptronic               |
| Getriebeart, Option                        | multitronic              | 7-Gang-S tronic            | multitronic              | 7-Gang-S tronic            | —                          | multitronic (5)            | —                          | —                          | —                          | —                          | —                          | —                          | —                              |
| Leergewicht                                | 1650–1725 kg             | 1700–1800 kg               | 1650–1725 kg             | 1700–1885 kg               | 1965 kg                    | 1700–1930 kg               | 1770–1835 kg               | 1840–1965 kg               | 1795–1955 kg               | 1845–1970 kg               | 1865–1985 kg               | 1910–2030 kg               | 1940–2005 kg                   |
| max. Zuladung                              | 580–630 kg               | 580–630 kg                 | 580–630 kg               | 580–630 kg                 | 630 kg                     | 580–650 kg                 | 580–630 kg                 | 610–630 kg                 | 610–650 kg                 | 610–630 kg                 | 610–650 kg                 | 610–630 kg                 | 610–630 kg                     |
| Beschleunigung, 0–100 km/h                 | 8,9–10,6 s               | 9,5–9,9 s                  | 8,2–9,0 s                | 7,7–8,7 s                  | 7,9 s                      | 7,0–7,9 s                  | 7,1–7,3 s                  | 6,6–7,3 s                  | 6,1–6,7 s                  | 5,5–6,2                    | 5,1–5,6 s                  | 5,0–5,5 s                  | 4,9–5,1 s                      |
| Höchst- geschwindigkeit                    | 200–209 km/h             | 209–216 km/h               | 218–228 km/h             | 226–235 km/h               | 221 km/h                   | 223–242 km/h               | 234–244 km/h               | 227–244 km/h               | 236–250 km/h               | 250 km/h (7)               | 250 km/h (7)               | 250 km/h (7)               | 250 km/h (7)                   |
| Kraftstoffverbrauch auf 100 km, kombiniert | 4,9–5,1 l Diesel         | 4,2–4,5 l Diesel           | 4,9–5,1 l Diesel         | 4,4–5,1 l Diesel           | 6,0 l Diesel               | 5,1–6,1 l Diesel           | 4,7–4,8 l Diesel           | 5,1–5,6 l Diesel           | 5,9–6,3 l Diesel           | 5,1–5,6 l Diesel           | 6,4–6,7 l Diesel           | 6,0–6,5 l Diesel           | 6,2–6,4 l Diesel               |
| CO2-Emission                               | 129–135 g/km             | 109–117 g/km               | 129–135 g/km             | 113–133 g/km               | 155 g/km                   | 133–159 g/km               | 122–125 g/km               | 133–149 g/km               | 156–165 g/km               | 133–149 g/km               | 169–176 g/km               | 159–172 g/km               | 164–169 g/km                   |
| Abgasnachbehandlung, PM                    | Dieselrußpartikelfilter  | Dieselrußpartikelfilter    | Dieselrußpartikelfilter  | Dieselrußpartikelfilter    | Dieselrußpartikelfilter    | Dieselrußpartikelfilter    | Dieselrußpartikelfilter    | Dieselrußpartikelfilter    | Dieselrußpartikelfilter    | Dieselrußpartikelfilter    | Dieselrußpartikelfilter    | Dieselrußpartikelfilter    | Dieselrußpartikelfilter        |
| Abgasnorm                                  | Euro 5                   | Euro 6                     | Euro 5                   | Euro 6                     | Euro 6                     | Euro 5                     | Euro 6                     | Euro 6                     | Euro 6 (6)                 | Euro 6                     | Euro 5                     | Euro 6                     | Euro 6                         |

## Neuzulassungszahlen
Im Segment der Oberen Mittelklasse wurden im Jahr 2013 in Deutschland 133.947 Neufahrzeuge zugelassen, davon 19,5 % an private und 80,5 % an gewerbliche Halter. Mit insgesamt 126.440 Fahrzeugen entfiel der Großteil der Neuzulassungen auf die Marken Audi, BMW und Mercedes.

In der deutschen Neuzulassungsstatistik positionieren sich die Audi-Modelle A6 und A7 gegen ihre Konkurrenten folgendermaßen:
| Modell mit Erscheinungsjahr | Fahrzeuge im Gesamtjahr 2009 | Fahrzeuge im Gesamtjahr 2010 | Fahrzeuge im Gesamtjahr 2011 | Fahrzeuge im Gesamtjahr 2012 | Fahrzeuge im Gesamtjahr 2013        | Fahrzeuge im Gesamtjahr 2014 |
| --------------------------- | ---------------------------- | ---------------------------- | ---------------------------- | ---------------------------- | ----------------------------------- | ---------------------------- |
| Audi A6/A7 (2011)           | 32.887                       | 30.079                       | 46.076                       | 52.710                       | 40.813 davon Privatpersonen: 13,2 % | 39.596                       |
| BMW 5er (2010)              | 34.374                       | 46.014                       | 59.756                       | 48.107                       | 44.468 davon Privatpersonen: 14,2 % | 38.733                       |
| Mercedes E-Klasse (2009)    | 50.867                       | 67.409                       | 61.371                       | 45.840                       | 41.159 davon Privatpersonen: 31,6 % | 37.117                       |